# The Case of the Lucky Legs
The Case of the Lucky Legs (O Caso da Fotografia Misteriosa ou O Caso das Pernas da Sorte) é um romance policial escrito por Erle Stanley Gardner em 1934 e protagonizado pelo advogado particular Perry Mason. Em Portugal foi publicado no ano de 1982 em conjunto com O Caso da Jovem Arisca, nunca foi publicado no Brasil.

## Sinopse
J.R. Bradbury procura Perry Mason para que ele processe Frank Patton, um velhaco que aplica golpes em cidades pequenas como Cloverdale e Parker City, Patton escolhia belas mulheres e prometia-lhes contratos no cinema, todos os custos seriam pagos pela Junta Comercial das cidades, Patton sempre desaparecia misteriosamente, abandonando as vítimas a própria sorte. Bradbury veio de Cloverdale onde a bela Marjorie Clune, "a garota das pernas da sorte" foi vítima do golpe. Frank Patton porém é assassinado com uma facada no peito enquanto uma rapariga gritava sobre suas pernas da sorte, Marjorie Clune e Robert Doray, homem por quem Marjorie é apaixonada, são os principais suspeitos, ela por ter um encontro com Patton, ele porque seu carro esteve estacionado perto do local do crime. O próprio Perry Mason fica suspeito do crime, uma vez que alterou a cena do crime acidentalmente. Mason tem a missão de defender Marjorie, Doray e a si próprio, o caso porém é solucionado antes mesmo de ir ao tribunal. 

### Personagens
- Frank Patton-um golpista, que roubou "legalmente" toda a Junta Comercial de Cloverdale, Parker City e diversas outras cidades americanas.
- Marjorie Frances Clune "Margy"-vítima do golpe de Patton em Cloverdale, popularizada como "a garota das pernas da sorte", Marjorie tinha um encontro marcado com Patton na data do crime, não bastasse isso foi vista por Mason saindo do prédio de Patton e se tornou uma das principais suspeitas do crime.
- Robert"Bob" Doray-um dentista apaixonado por Marjorie, seria capaz de qualquer loucura pelo bem-estar de sua amada, na noite do crime o carro de Doray estava estacionado na frente do prédio onde morava Patton, torna-se suspeito de ser cúmplice de Marjorie.
- Thelma Bell-vítima de Patton em Parker City, Thelma conhece Marjorie em Nova York, e passam a dividir um apartamento.
- Vera Cutter/Eva Lamont-perdeu o concurso de pernas para Marjorie Clune, porém foi tentar a sorte em Nova York
- J.R. Bradbury-comerciante de Cloverdale disputa com Bob Doray o amor de Marjorie, Bradbury procura Mason para colocar Patton na cadeia.
- Sarah Fieldman-vizinha de Frank Patton ouviu gritos de uma rapariga falando sobre suas pernas da sorte, minutos depois escutou o barulho de um corpo caindo no chão.
- Carl Manchester: Procurador que fornece informações a Perry Mason.

#### Outros personagens
Além disso participam da história, Della Street, Paul Drake e Perry Mason, além dos detetives Riker e Johnson e do delegado O'Milley.

## Representações

### O filme
Em 1935 a Warner Bros. produziu um filme intitulado The Case of the Lucky Legs, o filme com 77 minutos de duração foi estrelado por:
- Warren William como Perry Mason
- Genevieve Tobin como Della Street
- Patricia Ellis como Margie Clune
- Lyle Talbot como Dr. Bob Doray
- Allen Jenkins como Spudsy
- Barton MacLane como Detetive Bisonette
- Peggy Shannon como Thelma Bell
- Porter Hall como J.R. Bradbury
- Anita Kerry como Eva Lamont
- Craig Reynolds como Frank Patton
- Henry O'Neill como Procurador Carl Manchester
- Charles C. Wilson como Investigador Ricker
- Joseph Crehan como Investigador Johnson
- Olin Howland	como Dr. Croker
- Mary Treen como Esposa de Spudsy

#### Produção
- Diretor:Henry Clanke
- Edição de Imagens: Tony Gaudio e James Gibbon
- Departamento de Arte: Lou Hafley
- Diretor Musical:Leo F. Forbsten

### Episódio de TV
Foi o 79º episódio da série Perry Mason, exibido no dia 19 de Dezembro de 1959 e estrelado por:
- Raymond Burr como Perry Mason
- Barbara Hale	como Della Street
- William Hopper como Paul Drake
- William Talman como Hamilon Burger
- Ray Collins como Tenente Tragg

Participações especiais:
- John Archer como J. R. Bradbury
- Lisabeth Hush como Marjorie Clune
- Jeanne Cooper como Thelma Bell
- Michael Miller como Bob Doray
- Doreen Lang como Laura Fields
- Douglas Evans como Frank Patton
- S. John Launer como Juiz
- Pitt Herbert	como Dr. James Latham
- Ray Kellogg	como George Sanborne
- Sid Tomackcomo Night Clerk

## Lado cômico
O livro tem um trecho que é considerado um dos mais cômicos de todos os já criados por Erle Stanley Gardner:
-Detetive Johnson: Quem estava no telefone?
-Della Street: Bem, era o motorista do caminhão de lixo, ele disse que trará o suficiente para 4 pessoas [No caso Perry Mason, Della Street, Riker e Johnson]